# Belgique au Concours Eurovision de la chanson 1981
La Belgique a participé au Concours Eurovision de la chanson 1981 le 4 avril à Dublin, en Irlande. C'est la 26e participation belge au Concours Eurovision de la chanson.
Le pays est représenté par la chanteuse Emly Starr et la chanson Samson, sélectionnées par la Belgische Radio- en Televisieomroep (BRT) au moyen de l'émission Eurosong.

## Sélection

### Eurosong 1981
Le radiodiffuseur belge pour les émissions néerlandophones, la Belgische Radio- en Televisieomroep (BRT, prédécesseur de la VRT), organise la 4e édition de la finale nationale Eurosong pour sélectionner l'artiste et la chanson représentant la Belgique au Concours Eurovision de la chanson 1981.
L'Eurosong 1981, présenté par Luc Appermont, est composé de trois demi-finales et une finale nationale et a lieu du 14 février au 7 mars 1981 au Théâtre américain à Bruxelles. Les chansons y sont toutes interprétées en néerlandais, l'une des trois langues officielles de la Belgique.
Trente-six artistes et leurs chansons respectives ont participé à la sélection. Parmi les artistes participants on peut noter : Stella Maessen, représentant les Pays-Bas en 1970 avec le groupe Hearts of Soul, représentant la Belgique en 1977 avec le groupe Dream Express et en 1982 en solo ; Liliane Saint-Pierre représentante de la Belgique en 1987.
Lors de la finale nationale, c'est la chanson Samson en Delilah (abrégé pour l'Eurovision en Samson), interprétée par la chanteuse belge Emly Starr de son vrai nom Marie-Christine Mareels, accompagné du chef d'orchestre Giuseppe Marchese.

#### Demi-finales
Les téléspectateurs pouvaient voter lors d'une émission suivant les trois demi-finales, au moyen inhabituel de remplir et de soumettre un formulaire de type loterie afin de choisir dans l'ensemble des trente-six chansons les dix chansons finalistes.
| Ordre | Artiste            | Chanson                       | Traduction                               | Qualifié |
| ----- | ------------------ | ----------------------------- | ---------------------------------------- | -------- |
| 1     | Della Bosiers (nl) | Mij kan niets meer gebeuren   | Plus rien ne peut m'arriver              | Non      |
| 2     | Ronald             | Als men iemand zo bemint      | Quand on aime une personne à ce point    | Non      |
| 3     | Jacky Lafon (nl)   | Dag meneer                    | Bonjour monsieur                         | Non      |
| 4     | Jef Elbers         | Gummibal                      | Balle en caoutchouc                      | Non      |
| 5     | Fancy Free         | De wereld is een showtoneel   | Le monde est une scène                   | Oui      |
| 6     | Jo Vally (nl)      | De wereld draait              | Le monde tourne                          | Non      |
| 7     | Anne-Marie         | Twee is teveel                | Deux c'est trop                          | Non      |
| 8     | John Sates         | Topconditie                   | Meilleure condition                      | Non      |
| 9     | De Opera           | De opera                      | L'opéra                                  | Oui      |
| 10    | Gene Summer        | Zing het maar                 | Chante-le                                | Oui      |
| 11    | Perte Totale       | Compagnie verliefd            | Compagnie amoureuse                      | Non      |
| 12    | Johnny White (nl)  | Op dat kamertje voor ons twee | Dans cette petite chambre pour nous deux | Non      |

| Ordre | Artiste           | Chanson              | Traduction              | Qualifié |
| ----- | ----------------- | -------------------- | ----------------------- | -------- |
| 1     | Jennifer          | In mijn armen        | Dans mes bras           | Non      |
| 2     | Rick Heylen Group | Vanavond en vannacht | Ce soir et cette nuit   | Non      |
| 3     | Stella            | Veel te veel         | Beaucoup trop           | Oui      |
| 4     | Dorina            | Het ware geluk       | Le vrai bonheur         | Non      |
| 5     | Patty Devick      | Daar waar liefde is  | Là où est l'amour       | Non      |
| 6     | Cindy (nl)        | Ik ben verliefd      | Je suis amoureuse       | Non      |
| 7     | Mary Helena       | Liefde is...         | L'amour c'est...        | Non      |
| 8     | Bea Cardon        | Elke traan           | Chaque larme            | Non      |
| 9     | Peter En Zout     | Eens was het anders  | C'était différent avant | Non      |
| 10    | Ria Geraerts      | Dromen bouwen        | Construire des rêves    | Non      |
| 11    | Ann Michel        | Ik ben gelukkig      | Je suis heureuse        | Oui      |
| 12    | Claire (nl)       | Zonder jou           | Sans toi                | Non      |

| Ordre | Artiste               | Chanson                         | Traduction                              | Qualifié |
| ----- | --------------------- | ------------------------------- | --------------------------------------- | -------- |
| 1     | Johan Stollz (nl)     | Hello, Hello                    | Allô, allô                              | Oui      |
| 2     | Nancy Dee             | Blij bij je te zijn             | Heureux d'être avec toi                 | Non      |
| 3     | Mary Scott            | Ik ga weg van jou               | Je te quitte                            | Non      |
| 4     | Mark Manuel           | Marianne uit vroegere dagen     | Marianne de jours anciens               | Non      |
| 5     | Kathy & Nancy         | Zaterdagavond                   | Samedi soir                             | Non      |
| 6     | Emly Starr            | Samson en Delilah               | Samson et Delilah                       | Oui      |
| 7     | Lester & Denwood (nl) | Bonnie                          | -                                       | Oui      |
| 8     | Lode de Ceuster       | Dit wijsje vond ik in jouw ogen | J'ai trouvé cette mélodie dans tes yeux | Non      |
| 9     | Mik Deboes            | Ik kom terug                    | Je reviendrai                           | Non      |
| 10    | Venus                 | Talisman                        | -                                       | Oui      |
| 11    | Liliane Saint-Pierre  | Brussel                         | Bruxelles                               | Oui      |
| 12    | Karin Setter          | Er was een tijd                 | Il fut un temps                         | Non      |

#### Finale
La finale nationale a eu lieu le 7 mars 1981 avec les dix chansons qualifiées. Le vote se fait cette fois par un jury d'« experts » au lieu d'un vote du public utilisé lors des demi-finales. Seule la chanson lauréate Samson en Delilah, abrégée en Samson pour l'Eurovision, fut annoncée.
| Ordre | Artiste               | Chanson                     | Traduction             | Place |
| ----- | --------------------- | --------------------------- | ---------------------- | ----- |
| 1     | Fancy Free            | De wereld is een showtoneel | Le monde est une scène | –     |
| 2     | De Opera              | De opera                    | L'opéra                | –     |
| 3     | Gene Summer           | Zing het maar               | Chante-le              | –     |
| 4     | Stella                | Veel te veel                | Beaucoup trop          | –     |
| 5     | Ann Michel            | Ik ben gelukkig             | Je suis heureuse       | –     |
| 6     | Johan Stollz (nl)     | Hello, Hello                | Allô, allô             | –     |
| 7     | Emly Starr            | Samson en Delilah           | Samson et Delilah      | 1     |
| 8     | Lester & Denwood (nl) | Bonnie                      | –                      | –     |
| 9     | Venus                 | Talisman                    | –                      | –     |
| 10    | Liliane Saint-Pierre  | Brussel                     | Bruxelles              | –     |

## À l'Eurovision

### Points attribués par la Belgique
| 12 points | Danemark    |
| 10 points | Allemagne   |
| 8 points  | Royaume-Uni |
| 7 points  | Chypre      |
| 6 points  | Grèce       |
| 5 points  | Yougoslavie |
| 4 points  | Suède       |
| 3 points  | France      |
| 2 points  | Pays-Bas    |
| 1 point   | Irlande     |

### Points attribués à la Belgique
| 12 points | 10 points | 8 points      | 7 points          | 6 points            |
| --------- | --------- | ------------- | ----------------- | ------------------- |
|           |           | - Yougoslavie | - Grèce - Turquie | - Danemark          |
| 5 points  | 4 points  | 3 points      | 2 points          | 1 point             |
| - Chypre  |           | - Royaume-Uni | - Finlande        | - Autriche - Israël |

Emly Starr interprète Samson en 16e lors de la soirée du concours, suivant le Portugal et précédant la Grèce.
Au terme du vote final, la Belgique termine 13e sur les 20 pays participants, ayant reçu 40 points au total,.